# Dolnje Orle
Dolnje Orle este o localitate din comuna Sevnica, Slovenia, cu o populație de 29 de locuitori.